# Изкуствен интелект (филм)
„Изкуствен интелект“ (на английски: A.I. Artificial Intelligence) е научнофантастичен филм от 2001 г., режисиран от Стивън Спилбърг. Сценарият е базиран на разказа на Брайън Олдис „Супер-играчките не се развалят цяло лято“. Разказва се за Дейвид, андроид с външност на дете, което е програмирано да обича.
Разбработването на проекта започнало със Стенли Кубрик в началото на 70-те години. Кубрик не искал да направи филма, защото не смятал, че компютърните ефекти са достатъчно напреднали за да изобразят Дейвид и не вярвал дете да може да играе достоверно. През 1995, Кубрик дава проекта на Стивън Спилбърг, но филмът не набира скорост до смъртта на Кубрик през 1999. „Изкуствен интелект“ получава предимно позитивни отзиви от критиците и постига умерен финансов успех. Посветен е на паметта на Кубрик.

## Награди и номинации
| Награда                              | Категория                        | Номиниран(и)                     | Резултат  |
| ------------------------------------ | -------------------------------- | -------------------------------- | --------- |
| Награди на филмовата академия на САЩ | Най-добри визуални ефекти        | Най-добри визуални ефекти        | номинация |
| Награди на филмовата академия на САЩ | Най-добра филмова музика         | Джон Уилямс                      | номинация |
| Награда на БАФТА                     | Най-добри визуални ефекти        | Най-добри визуални ефекти        | номинация |
| Златен глобус                        | Най-добър поддържащ актьор       | Джуд Лоу                         | номинация |
| Златен глобус                        | Най-добър режисьор               | Стивън Спилбърг                  | номинация |
| Златен глобус                        | Най-добра филмова музика         | Джон Уилямс                      | номинация |
| Сатурн                               | Най-добър научнофантастичен филм | Най-добър научнофантастичен филм | награда   |
| Сатурн                               | Най-добри специални ефекти       | Най-добри специални ефекти       | награда   |
| Сатурн                               | Най-добър сценарий               | Стивън Спилбърг                  | награда   |
| Сатурн                               | Най-добра музика                 | Джон Уилямс                      | награда   |
| Сатурн                               | Най-добър млад актьор            | Хейли Джоел Осмънт               | награда   |
| Сатурн                               | Най-добра актриса                | Франсис О'Конър                  | номинация |
| Сатурн                               | Най-добър режисьор               | Стивън Спилбърг                  | номинация |
| Емпайър                              | Най-добър филм                   | Най-добър филм                   | номинация |
| Емпайър                              | Най-добър режисьор               | Стивън Спилбърг                  | номинация |
| Емпайър                              | Най-добър актьор                 | Хейли Джоел Осмънт               | номинация |
| Емпайър                              | Най-добра актриса                | Франсис О'Конър                  | номинация |